# Autohaus Jacob Fleischhauer
Das Autohaus Jacob Fleischhauer ist ein deutsches Automobilhandelsunternehmen mit Hauptsitz in Köln-Ehrenfeld. Es wurde 1924 in Köln-Raderberg gegründet und beschäftigt heute über 1.400 Mitarbeiter. Das Unternehmen ist Vertragshändler des Volkswagenkonzerns und vertreibt die Marken Volkswagen, Volkswagen Nutzfahrzeuge, Audi, Škoda, Seat, CUPRA und Porsche.

## Geschichte
1924 wurde das Unternehmen von Jacob Fleischhauer in Köln-Raderberg gegründet und konzentrierte sich auf die Fahrzeuge von Ford. Zudem wurde die Vertretung von General Motors mit den angeschlossenen Marken übernommen. Walter Franz wurde nach dem Tod Fleischhauers Geschäftsführer. Es erfolgte der Umzug in die Luxemburger Straße, und es wurden Filialen in Bonn und Aachen eröffnet. 1932 wurden die Marken Wanderer, Audi, der LKW Phänomen und Horch sowie 1939 die Vertretung von VW in das Portfolio aufgenommen. 4 Jahre später wurde der heutige Stammsitz in Köln-Ehrenfeld bezogen.
Nach Zerstörungen durch Bomben im Zweiten Weltkrieg erfolgte der Wiederaufbau, und es wurde 1948 die Generalvertretung für VW und Porsche in Köln und Aachen übernommen. Ein Jahr später wurden 570 Mitarbeiter im Verkauf und Service beschäftigt. 1963 entstand eine Filiale am Hohenzollernring 25 im spektakulären Geschäfts- und Wohnhaus mit trapezförmigem Grundriss und weit auskragender Dachplatte. 1967 wurde die Audi-Vertretung in Köln, Bonn und Aachen übernommen, die Mitarbeiteranzahl wuchs auf 1050. Es folgten weitere Niederlassungen in Köln-Raderberg. Ab 1971 wurde der Einkauf zentral in Köln-Poll durchgeführt.
Anfang der 1990er expandierte das Unternehmen mit dem Schwerpunkt für Industriemotoren nach Thüringen und Sachsen. Mit dem Erwerb weiterer Kfz-Betriebe in Bad Kreuznach und Mönchengladbach wurden neue Standorte erschlossen. 1998 wurde das Angebot um die Marken Seat und Škoda erweitert. In Köln erfolgten 2001 die Einweihung des Audi-Zentrums sowie 2002 des Volkswagen-Zentrums. In Bonn wurde 2005 das Volkswagen-Zentrum und im folgenden Jahr in Euskirchen der Volkswagen-Piazza eröffnet. Ein neues Porsche Zentrum wurde 2007 in Bonn gebaut. Im Mai 2008 übernahm Fleischhauer den Rheinmotors Betrieb in Köln-Porz. Nach dem Neubau des Porsche-Zentrums in Köln (2010) folgten die Eröffnungen des Volkswagen Zentrums Köln-Mitte (2012) sowie des Audi Zentrums Köln-Mitte und des Volkswagen-Zentrums Europaplatz Aachen (2013).
2023 erfolgte die Eröffnung des ersten Audi Zentrum Bonn an der Bonner-Automeile. 2024 feierte die Unternehmensgruppe Fleischhauer-Franz ihr 100-jährige Bestehen und blickt auf eine erfolgreiche Firmengeschichte zurück.

## Konzernstruktur
Zur Fleischhauer Unternehmensgruppe gehören die folgenden Bereiche
Autohaus Jacob Fleischhauer GmbH & Co. KG 
Köln
•	Autohaus Fleischhauer Ehrenfeld
•	Volkswagen Zentrum Köln Mitte
•	Volkswagen Zentrum Köln
•	Audi Zentrum Köln Mitte
•	Audi Zentrum Köln
•	Autohaus Fleischhauer Mülheim
•	Autohaus Fleischhauer Porz
Bonn
•	Autohaus Fleischhauer Bonn
•	Volkswagen Zentrum Bonn
•	Audi Zentrum Bonn
Euskirchen
•	Autohaus Fleischhauer Euskirchen - Münstereifeler Straße
•	Autohaus Fleischhauer Euskirchen - Roitzheimer Straße
Mönchengladbach
•	Autohaus Fleischhauer Mönchengladbach
Aachen
•	Volkswagen Zentrum Aachen - Europaplatz
•	Autohaus Fleischhauer Aachen
Bad Kreuznach
•	Autohaus Jacob Fleischhauer Bad Kreuznach
Sowie die:
FLEISCHHAUER PZ GmbH mit Sitz in Köln
FLEISCHHAUER PZ GmbH mit Sitz in Bonn
FLEISCHHAUER PZ GmbH mit Sitz in Aachen